# 哮证
哮证是中医学中一种发作性的痰鸣气喘疾患，以发作时喉中哮鸣有声，呼吸气促困难，甚则喘息不能平卧为特征。西医的支气管哮喘可按本证辨证论治。

## 外部連結
- 哮喘（页面存档备份，存于） 中藥方劑圖像數據庫 (香港浸會大學中醫藥學院) （中文）（英文）